# Krassóborostyán
Krassóborostyán, 1911 előtt Brostyán (románul: Broșteni) falu Romániában, a Bánságban, Krassó-Szörény megyében.

## Fekvése
Oravicabányától 2 km-re északnyugatra, az Oravica partján fekszik.

## Nevének eredete
A román broască 'béka' szóból való. 1690-ben Brustian, 1761-ben Prostian néven említették.

## Története
A 16. század második felében a helyén feküdt Dolna Orahovica (1554: Dolna Orahıvıča; 'Felsőoravica') falu.
1717-ben 84 házból állt. 1854-ben a StEG birtokába került.
1872–1881-ben Krassó vármegyéhez, 1881–1926-ban Krassó-Szörény vármegyéhez tartozott.
Lakosait „broști”-nak ('békák') csúfolták.

## Népessége
- 1900-ban 1728 lakosából 1712 volt román anyanyelvű; 1713 ortodox vallású.
- 2002-ben 682 lakosából 613 volt román és 59 cigány nemzetiségű; 673 ortodox vallású.

## Látnivalók

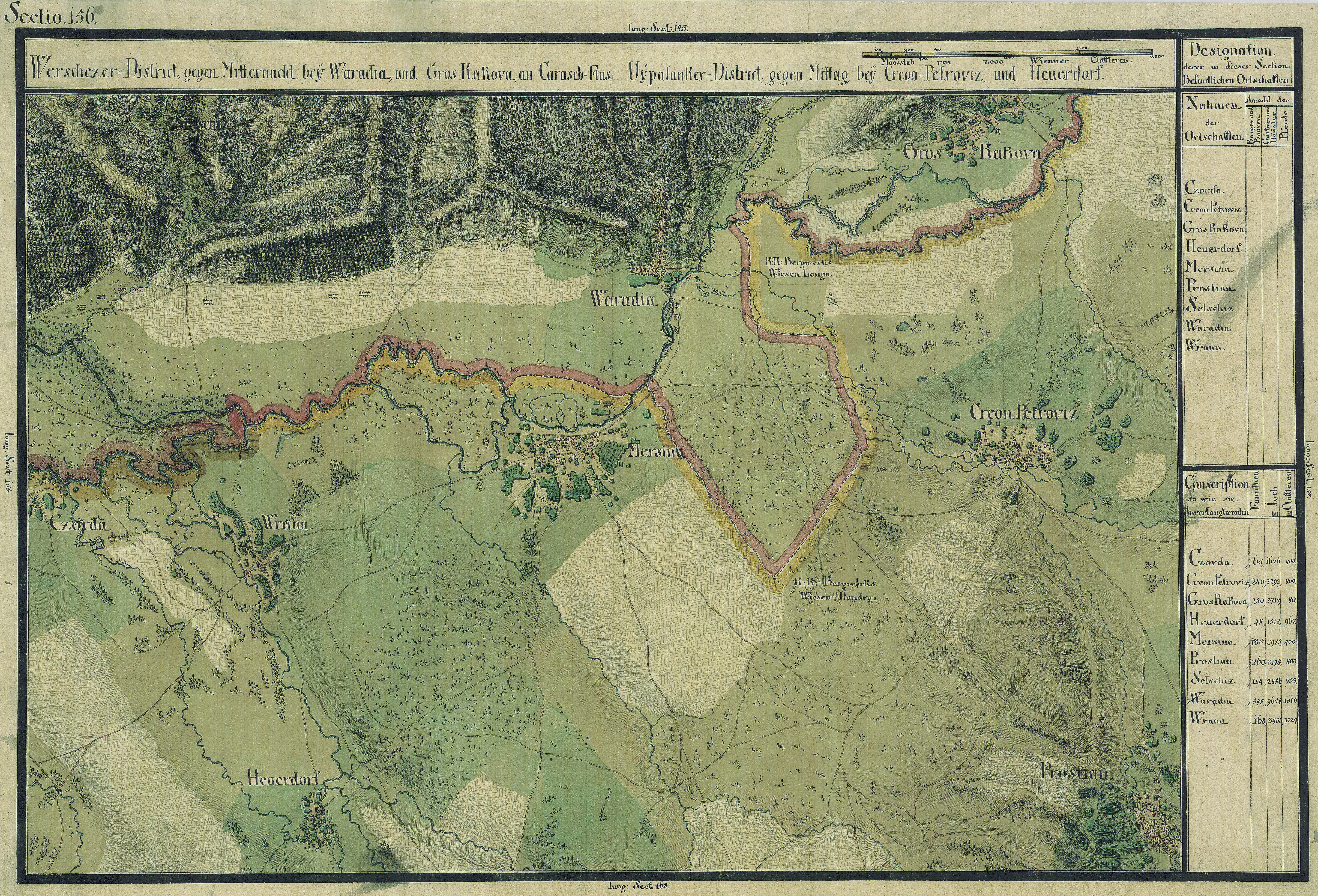
Krassóborostyán egy régi térképen

- Ortodox temploma 1778-ban épült, barokk stílusban, a lugosi kéttornyú ortodox templom hatása alatt.[1] Ikonosztáza 1800-ból való.
- Simeon Mangiucă-emlékház.

## Híres emberek
- Itt született 1831-ben Simeon Mangiucă folklorista, a szélsőséges latinizmus képviselője.